# Динамо (Кривий Ріг)
«Дина́мо» — радянський футбольний клуб з Кривого Рогу (УРСР). 

## Історія
Футбольна команда «Динамо» була заснована у Кривому Розі в XX столітті. Виступала у Кубку СРСР 1936 року. На початку 1940 року Дирекція Центральної ради товариства «Динамо» зняла криворізький колектив з чемпіонату СРСР.

## Відомі гравці
- Анатолій Горохов

## Дивись також
- Будівельник (Кривий Ріг)
- Гірник (Кривий Ріг)
- Кривбас (футбольний клуб)
- Сіріус (Кривий Ріг)